# Arthur Waley

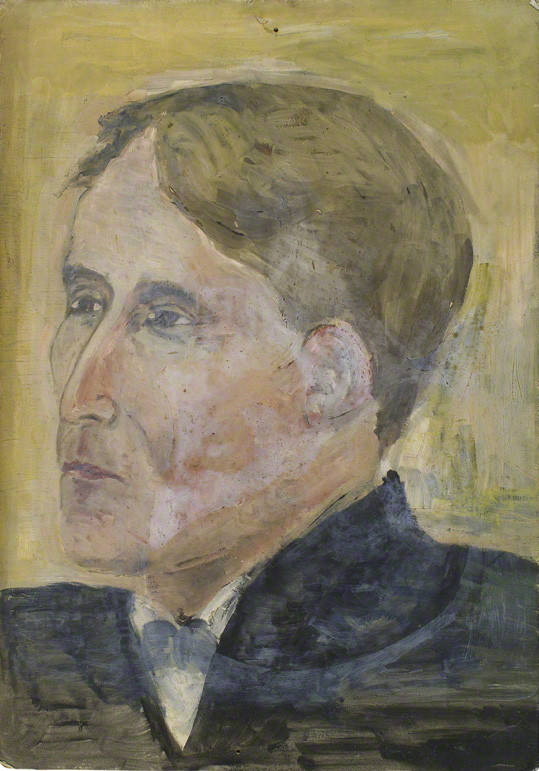
Arthur Waley um 1931

Arthur David Waley, eigentlich Arthur David Schloss, (* 19. August 1889 in Tunbridge Wells, England; † 27. Juni 1966 in Highgate, London) war ein britischer Sinologe.

## Leben
Arthur David Schloss war der mittlere der drei Söhne des Wirtschaftswissenschaftlers David Frederick Schloss. Im Ersten Weltkrieg nahm die Familie den Geburtsnamen der 1912 verwitweten Mutter Rachel Waley an.
Waley besuchte das Internat Rugby. Er erwarb dort solide Kenntnisse der antiken Literatur und gewann den Latin Prize. Von 1907 bis 1910 studierte er mit einem Stipendium (classical fellowship) am King’s College der Universität Cambridge die klassischen Literaturen und lernte dort auch ein wenig Sanskrit. Bei einem einjährigen Aufenthalt in Frankreich und Deutschland lernte er die Sprachen und Literaturen dieser Länder kennen. Schließlich erhielt er eine Stelle am British Museum, wo er im Print Room (Kupferstichkabinett) angestellt wurde.
Zuerst in der ihn langweilenden europäischen Unterabteilung unter Campbell Dodgson beschäftigt, wurde er im Juni 1913 Laurence Binyons Assistent in der Unterabteilung für Oriental Prints and Drawings (orientalische Kunst). Seine erste Aufgabe war die Katalogisierung der Sammlung von Sir Aurel Stein. Er lernte autodidaktisch Chinesisch und Japanisch und vertiefte seine Kenntnisse des Sanskrit. Es ist nicht klar, wie Waley es schaffte, zwei so schwierige Sprachen zu lernen, aber, wie John De Gruchy feststellt, hatte Waley bereits Kenntnisse von elf Sprachen, darunter Portugiesisch und Holländisch. Er las die Arbeiten von Karl Florenz über japanische Grammatik und Philologie.
1929 gab Waley seine Stelle als Assistant Keeper in the Department of Prints and Drawings am British Museum aus gesundheitlichen Gründen auf, um sich verstärkt seinen literarischen Interessen zu widmen. Er veranstaltete unregelmäßig Seminare über chinesische Dichtung an der School of Oriental Studies (SOAS), wo er bei entsprechendem Interesse jederzeit einen der drei Lehrstühle für Chinesisch hätte einnehmen können. Von 1918 lebte er bis zu ihrem Tod im Jahr 1962 mit der Balletttänzerin Beryl de Zoete zusammen. Im Alter von 77 Jahren starb Arthur Waley am 27. Juni 1966 an Rückenmarkkrebs, nachdem er noch auf dem Sterbebett Alison Robinson, die er seit 1929 kannte, geheiratet hatte. Er hat weder China noch Japan jemals besucht noch die beiden Sprachen je gesprochen.

„Waley gehört, meine ich, der so genannten Bloomsbury Group an - wenn sie noch mehr solcher Personen wie ihn zu den ihren zählt, ist sie eine glückliche Gruppe. Er ist anders als alle, die ich kennengelernt habe. Bei den höflichsten Manieren, die fast an Schüchternheit grenzen, und bescheiden, vermittelt er stets den Eindruck, dass er das letzte Wort über jeden beliebigen Gegenstand ausspricht.“

## Ehrungen
Waley erhielt 1945 für seine Verdienste die Honorary Fellowship at King’s College, Cambridge, 1948 eine Honorary Lectureship in Chinese Poetry an der School of Oriental Studies in London, 1952 den Orden Commander of the Order of the British Empire (CBE), 1953 die Queen’s Gold Medal for Poetry und 1956 den Orden Order of the Companions of Honour (CH), der seit 1917 in Anerkennung für herausragende Leistungen in den Künsten, Literatur, Musik, Wissenschaft, Politik, Industrie oder Religion verliehen wird. Ab 1945 war er Mitglied (Fellow) der British Academy.

## Übersetzungen
Waley schuf ein umfangreiches übersetzerisches Werk. Er übersetzte unter anderem aus dem Chinesischen die Anthologie der klassischen chinesischen Lyrik, Li Bai, das Daodejing, die Analekten des Konfuzius und den populären Roman Xiyouji (Die Reise nach dem Westen), der von dem Mönch Xuanzang und dem Affenkönig Sun Wukong handelt. Aus dem Japanischen übertrug er den bedeutendsten klassischen japanischen Roman, Murasaki Shikibus Geschichte des Prinzen Genji, Dame Sei Shōnagons Kopfkissenbuch (Auswahl). Seine englischen Übersetzungen dienten als Vorlagen für weitere Übertragungen in andere europäische Sprachen, darunter ins Deutsche. Sein Werk The No-Plays of Japan wurde in der Übersetzung von Elisabeth Hauptmann von Kurt Weill und Bertolt Brecht begeistert aufgenommen. Aus der Übersetzung von „Taniko oder Der Wurf ins Tal“ wurde das Lehrstück Der Jasager. Heute werden Waleys Übersetzungen selbst als ein bedeutender Teil der englischen Literatur angesehen und im Fall des Genji Monogatari soll es (laut Ivan I. Morris) sogar Stimmen geben, die seine Übersetzung für gelungener halten als das Original.

## Werke
- Index of Chinese Artists Represented in the British Museum. 1922
- Zen Buddhism and Its Relation to Art. Luzac, London 1922.
- Introduction to the Study of Chinese Painting. London 1923.
- The Originality of Japanese Civilization. Oxford University Press, London 1929
- Catalogue of Paintings Recovered from Tun-huang by Aurel Stein. 1931 (Digitalisat)
- Japanese Poetry. Lund Humphries, London 1946
- The Real Tripitaka. London 1952
- The Opium War through Chinese Eyes. London 1958. Neuauflage: Univ. Pr., Stanford, Calif. 1968, ISBN 0-8047-0611-5
- The Poetry and Career of Li Po. Allen & Unwin, London 1959, ISBN 0-04-895012-2
- Three Ways of Thought in Ancient China. Allen & Unwin, London 1939 Digitalisat (Dt. unter dem Titel: Lebensweisheit im Alten China. Schröder, Hamburg 1947)

## Übersetzungen
- One Hundred and Seventy Chinese Poems. 1918
- More Translations from the Chinese. 1919 (bei Project Gutenberg)
- Japanese Poetry: The ‚Uta‘. Clarendon, Oxford 1919. Mit Anmerkungen zu Grammatik und Lexikon.
- The Nō Plays of Japan. Allen & Urwin, London 1921 (Digitalisat)
- The Tale of Genji. Allen & Urwin, London 1925. Der erste von sechs Bänden, später gesammelt in:  The Tale of the Genji: A Novel in Six Parts 1935
- The Pillow-Book of Sei Shonagon. Allen & Unwin, London 1928. (Teilübersetzung).
- The Lady Who Loved Insects. Blackamore, London 1929
- The Travels of an Alchemist. The Journey of the Taoist Ch'ang-Ch'un from China to the Hindukush at the Summons of Chingiz Khan. Recorded by his disciple Li Chih-Ch'ang London 1931 (The Broadway Travellers)
- The Book of Songs. London 1937 (2 Bände)
- Confucius: The Analects of Confucius. New York 1938. Nachdruck: Vintage Books, New York 1989, ISBN 0-679-72296-3
- Chinese Poems. Allen & Unwin, London 1946 (Digitalisat)
- Die neun Gesänge. Schroeder, Hamburg 1957
- The Secret History of the Mongols. 1963
- Chêng'ên Wu: Dear Monkey. Collins, London 1973